# Aspicolpus moniliformis
Aspicolpus moniliformis är en stekelart som beskrevs av Charles Thomas Brues 1933. Aspicolpus moniliformis ingår i släktet Aspicolpus och familjen bracksteklar. Inga underarter finns listade.